# Хорхе Вальдано
Хорхе Вальдано (ісп. Jorge Valdano, нар. 4 жовтня 1955, Лас-Парехас) — аргентинський футболіст, фланговий півзахисник та нападник. По завершенні ігрової кар'єри — футбольний тренер.
Як гравець насамперед відомий виступами за «Реал Сарагосу», а також національну збірну Аргентини, у складі якої ставав чемпіоном світу.

## Клубна кар'єра
У дорослому футболі дебютував 1971 року виступами за «Ньюеллс Олд Бойз», в якому провів чотири сезони, взявши участь у 49 матчах чемпіонату та допоміг команді 1974 року виграти чемпіонат Аргентини.
Протягом 1975–1979 років захищав кольори іспанського «Алавеса».
Своєю грою привернув увагу представників тренерського штабу «Реала Сарагоси», до складу якого приєднався 1979 року. Відіграв за клуб з Сарагоси наступні п'ять сезонів своєї ігрової кар'єри. Більшість часу, проведеного у складі сарагоського «Реала», був основним гравцем команди.
Завершив професійну ігрову кар'єру у клубі «Реал Мадрид», за команду якого виступав протягом 1984–1987 років. За цей час двічі виборював титул чемпіона Іспанії, двічі ставав володарем Кубка УЄФА та одного разу виграв кубок Іспанії.

## Виступи за збірну
1975 року дебютував в офіційних матчах у складі національної збірної Аргентини. Протягом кар'єри у національній команді, яка тривала 12 років, провів у формі головної команди країни лише 22 матчі, забивши 7 голів.
У складі збірної був учасником розіграшу Кубка Америки 1975 року, чемпіонату світу 1982 року в Іспанії та чемпіонату світу 1986 року у Мексиці, здобувши того року титул чемпіона світу та відзначившись забитим голом у фінальному матчі.

## Кар'єра тренера
Розпочав тренерську кар'єру невдовзі по завершенні кар'єри гравця, 1989 року, увійшовши до тренерського штабу клубу «Реал Мадрид».
1991 року Вальдано розпочав самостійну тренерську кар'єру і очолив «Тенерифе».
1994 року повернувся в «Реал Мадрид», цього разу вже як головний тренер, в першому ж сезоні виграв з клубом чемпіонат Іспанії. Але вже у наступному сезоні «Реал» почав невдало виступати і навіть не здобув для клубу єврокубкове місце на наступний сезон, після чого Вальдано покинув команду.
Останнім місцем тренерської роботи був клуб «Валенсія», команду якого Хорхе Вальдано очолював як головний тренер до 1997 року.

## Титули і досягнення

### Як гравця
- Чемпіон Аргентини (1):

«Ньюеллс Олд Бойз»: 1974
- Чемпіон Іспанії (2):

«Реал Мадрид»: 1985-86, 1986-87
- Володар Кубка УЄФА (2):

«Реал Мадрид»: 1985, 1986
- Володар Кубка іспанської ліги (1):

«Реал Мадрид»:  1985
- Чемпіон світу (1):

Аргентина: 1986

### Як тренера
- Чемпіон Іспанії (1):

«Реал Мадрид»: 1994-95